# Langdyssen von Skræm

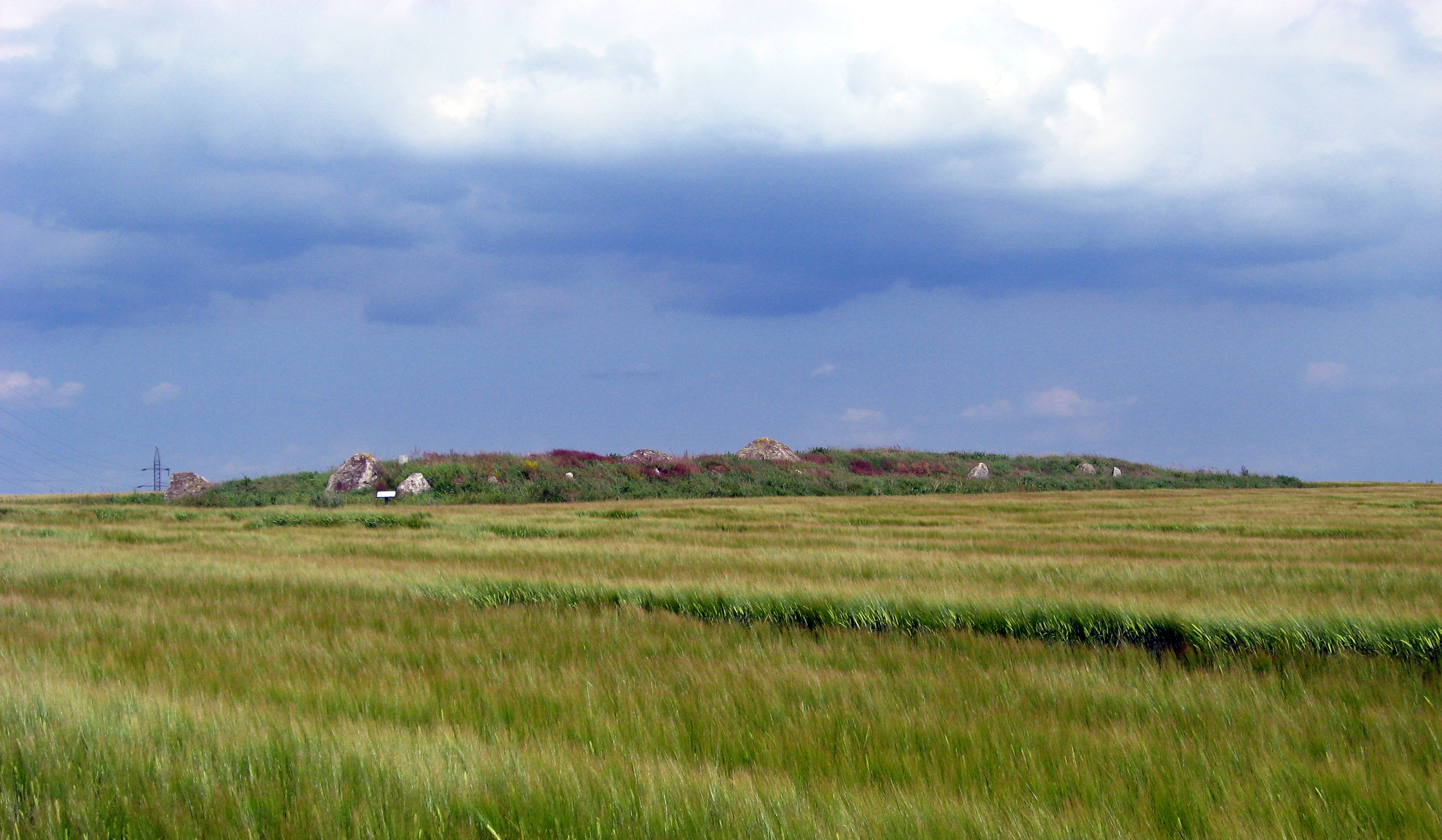
Langdysse 2 von Skraem

Die Langdyssen von Skræm (auch Skraem) liegen südlich von Skraem und nördlich von Bejstrup, bei Hjørring auf der Insel Vendsyssel-Thy in der Region Nordjylland in Dänemark. Die Langdyssen entstanden zwischen 3500 und 2800 v. Chr. als Megalithanlagen der Trichterbecherkultur (TBK).

## Langdysse 1
Der etwa 60 m lange und 8,0 m breite Langhügel 1 (DKC: 100706,1) ist rechteckig und etwa Südost-Nordwest-orientiert. 45 Randsteine sind erhalten. Die höchsten befinden sich an den schmalen Enden. Auf der Mittelachse des Hünenbetts befinden sich vier Kammern bzw. deren Spuren. Vom ersten Dolmen ist nur der Deckstein zu erkennen. Vom zweiten Dolmen ist ein Deckstein zu sehen, der möglicherweise zu einem Polygonaldolmen gehört. Die dritte Dolmen hat einen polygonalen Grundriss. Es sind vier Seitensteine erhalten, die einen Winkel zueinander bilden. Von der vierten Kammer ist nur eine Vertiefung im Hügel zu sehen.

## Langdysse 2
Der geschützte, Nordwest-Südost orientierte Langdysse 2 ist vom Tanderupgårdsvej, aus sichtbar. Er umschließt drei Dolmen, von denen zwei unter ihren Decksteinen im Hügel verborgen liegen. Der dritte ist seiner Decksteine beraubt. Alle drei sind mit Erde angefüllt. Eine Kammer ist durch Abgrabungen am Hünenbett beschädigt. Eine zeigt den Platz einer vierten, verloren gegangenen Kammer. Der Langdysse nahm insbesondere um 1830 Schaden; beim Bau einer Mühle bei Aagaard. Die soweit erhalten eng beieinander stehenden/liegenden Randsteine des etwa 70,0 × 10,0 m messenden Hügels sind von beträchtlicher Höhe, insbesondere die ursprünglich drei oder vier Endsteine der Schmalseiten, von denen zwei erhalten sind. Sie standen zum Teil 0,7 m über der Erdfüllung des Hügels.
In der Nähe liegen drei Rundhügel. Etwa 800 m entfernt liegen die beiden Ganggräber von Gundestrup.

Langdysse 2 von Skræm
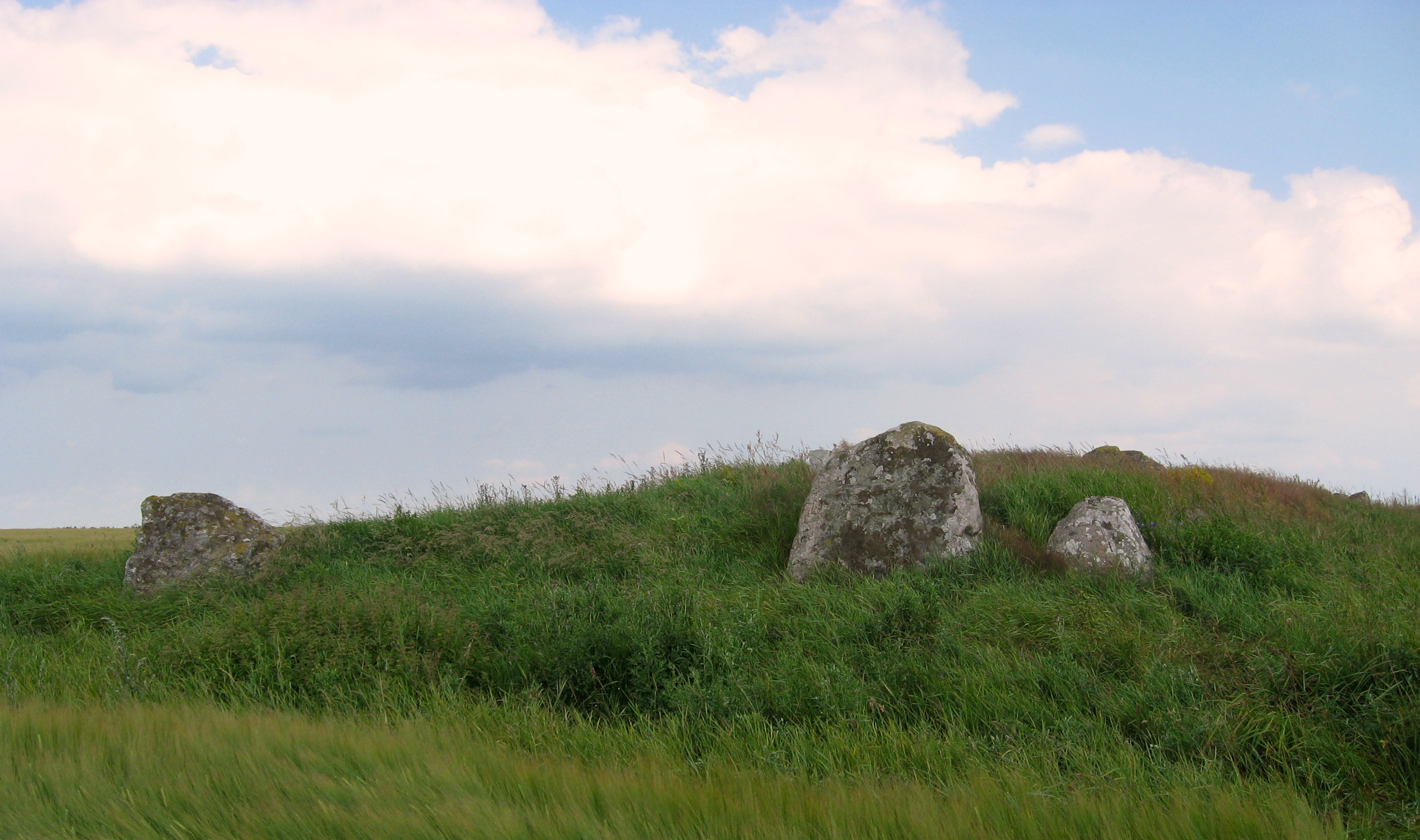
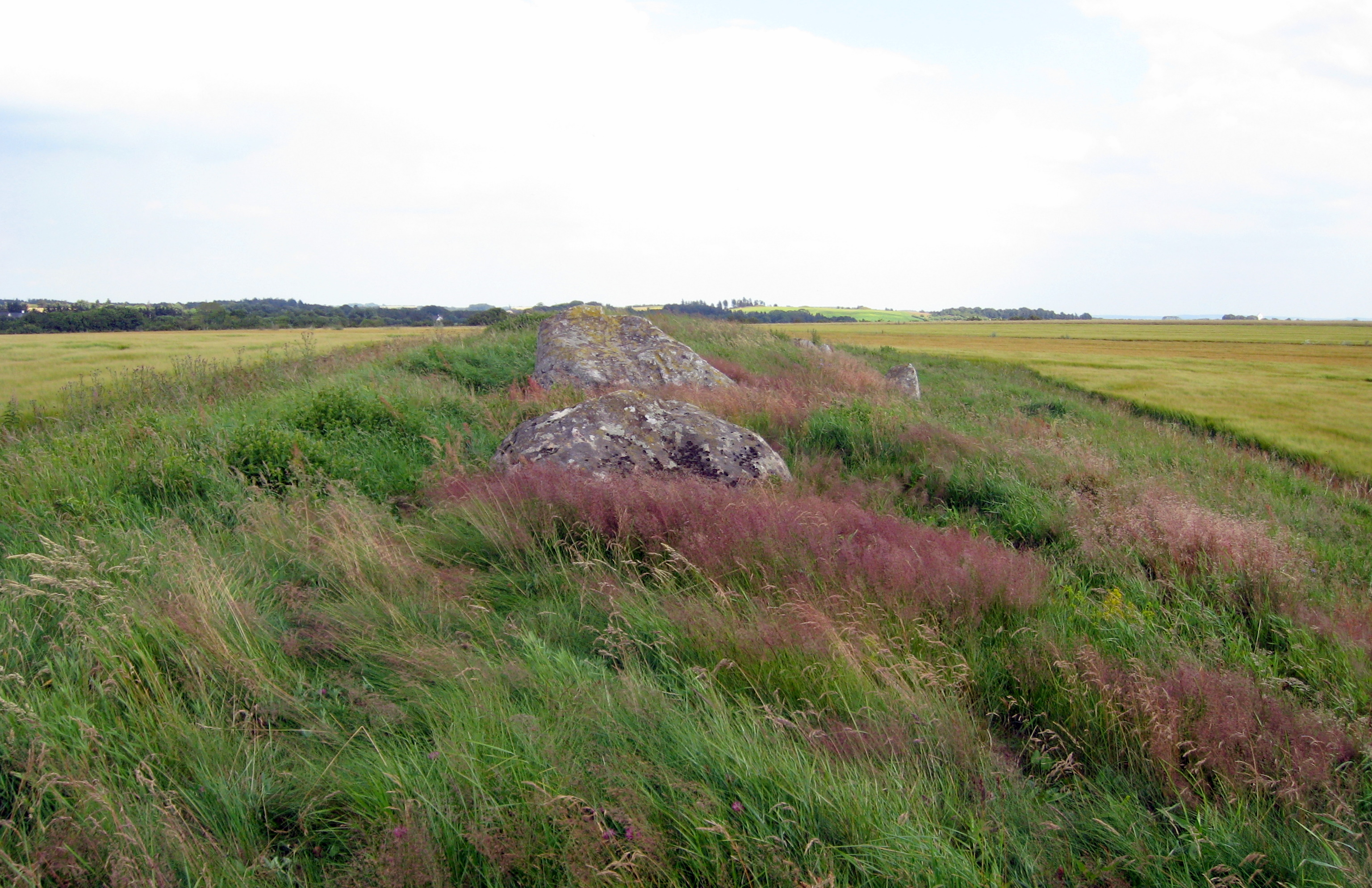
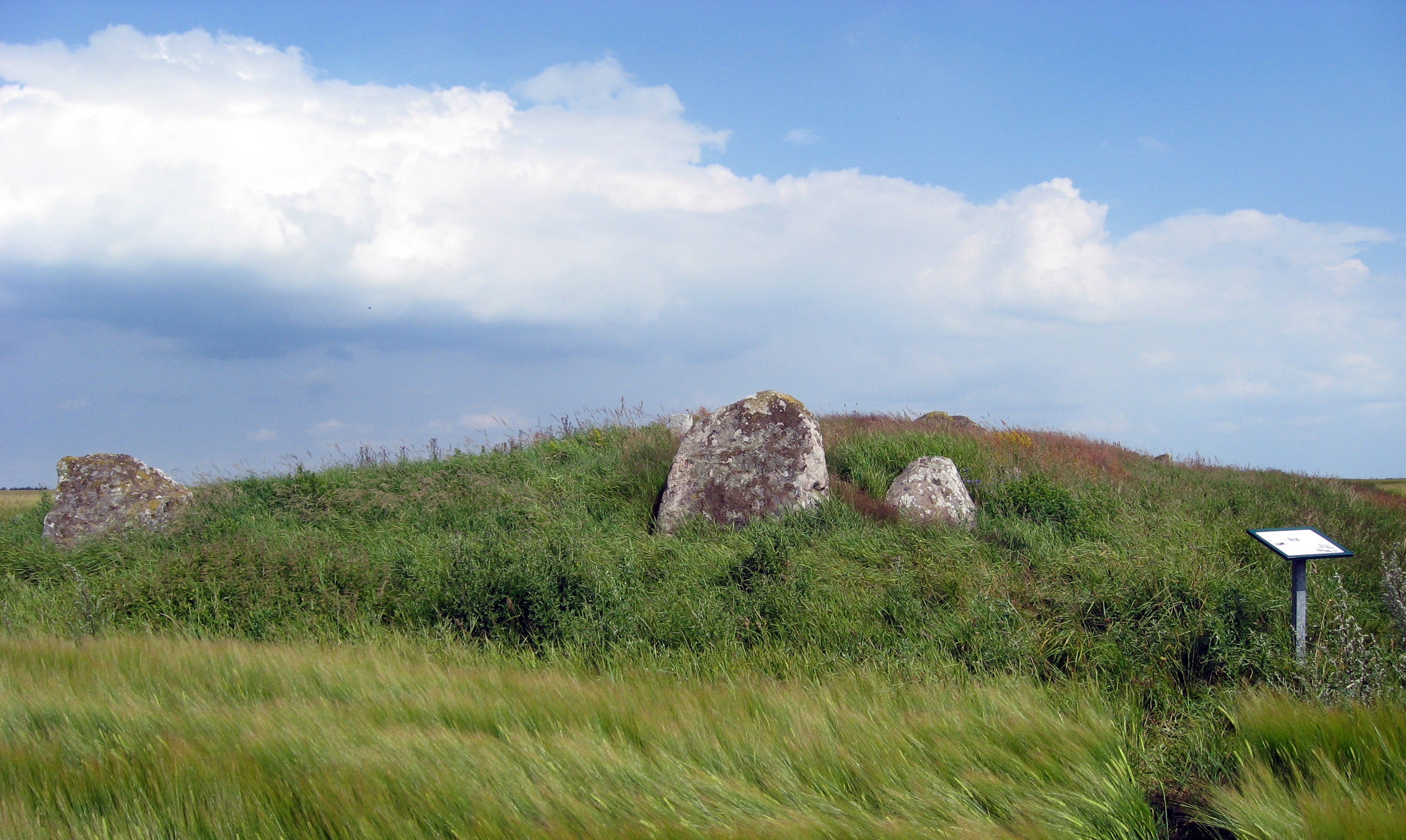